# Melba
El hechizo de Melba es un musical biopic de 1953 sobre la vida de la soprano australiana Nellie Melba, escrito por Harry Kurnitz y dirigido por Lewis Milestone para Horizont.

## Argumento
Basado en la vida de Dame Nellie Melba, la película localiza la carrera de Melba (Patrice Munsel) desde que dejó Australia, viajó a París para recibir formación vocal, conoció nuevos amigos y debutó en Bruselas.  Cuando su éxito crece, su anterior pretendiente de Australia llega a Monte Carlo, la convence para casarse, pero como no quiere ser "el Señor Melba" la deja para cobardemente para regresar a Australia.

## De fondo
En enero de 1952 el productor Sam Spiegel voló a Londres para adquirir los derechos de la película.  En mayo de 1952, Spiegel informó que la película iba a ser rodada en Australia y Gran Bretaña con Patrice Munsel como Nellie Melba.
Por septiembre de 1952, Patrice Munsel había grabado todas sus canciones para la película, su voz impresionó a los críticos, pero no se parecía a Dame Melba. Munsel declarado  [sic] "no estamos intentando recrear a Melba.  Sencillamente estamos haciéndola un tributo como cantante."

## Reparto
- Patrice Munsel es Nellie Melba.
- Robert Morley es Oscar Hammerstein yo.
- John McCallum es Charles Armstrong.
- John Justin es Eric Walton.
- Alec Clunes es Cesar Carlton.
- Martita Caza es Mathilde Marchesi.
- Sybil Thorndike es Reina Victoria.
- Joseph Tomelty es Thomas Mitchell.
- Beatrice Varley es Tía Catherine.
- Theodore Bikel es Paul Brotha.

## Respuesta crítica
The New York Times informó que la película era esencialmente una canción tras otra.El crítico Bosley Crowther dijo que mientras la tarea de retratar la vida de Nellie Melba era laudable como concepto, la "historia de cuento es una ofensa al gusto y credulidad del publico."

## Banda sonora
- "Música de ballet", de la ópera Robert le Diable, compuesto por Giacomo Meyerbeer
- "Comin' A través del Centeno", palabras por Robert Burns
- "Ave Maria", compuesto por Johann Sebastian Bach y Charles Gounod
- "O luce di Búsqueda' anima", de Linda di Chamounix', compuesto por Gaetano Donizetti, libretto por Gaetano Rossi
- "Serenata", compuesto por Charles Gounod
- "Caro nome", de Rigoletto, compuesto por Giuseppe Verdi, libretto por Francesco Maria Piave
- "La Escena Loca", de Lucia di Lammermoor, compuesto por Gaetano Donizetti, libretto por Salvadore Cammarano
- "Chacun le sait", de La fille du régiment, compuesto por Gaetano Donizetti, libretto por Jules-Henri Vernoy de Santo-Georges y Jean-François Bayard
- "Una voce poco fa", de Il barbiere di Siviglia, compuesto por Gioachino Rossini, libretto por Cesare Sterbini
- "O soave fanciulla", de La Bohème, compuesto por Giacomo Puccini, libretto por Giuseppe Giacosa y Luigi Illica
- "Voi che sapete", de Le nozze di Figaro, compuesto por Wolfgang Amadeus Mozart, libretto por Lorenzo da Ponte
- "Aria", de Faust, compuesto por Charles Gounod, libretto por Jules Barbier y Michel Carré
- "Vissi d'arte", de Tosca, compuesto por Giacomo Puccini, libretto por Giuseppe Giacosa y Luigi Illica
- "Brindisi", de La traviata, compuesto por Giuseppe Verdi, libretto por Francesco Maria Piave
- "O pur bonheur", de Roméo et Juliette, compuesto por Charles Gounod, libretto por Jules Barbier y Michel Carré
- "En Alas de Canción", compuesto por Felix Mendelssohn-Bartholdy
- "Dreamtime", compuesto por Mischa Spoliansky, letras por Norman Newell
- "Es Esto el Principio de Amor?", escrito por Mischa Spoliansky